# Symphygas
Symphygas là một chi bướm đêm thuộc phân họ Tortricinae của họ Tortricidae.

## Các loài
- Symphygas nephaula (Meyrick, 1910)